# Sofia Gubaidulina
Sofia Asgatovna Gubaidulina (n. 24 octombrie 1931, Çistay, RSFS Rusă, URSS – d. 13 martie 2025, Appen, Schleswig-Holstein, Germania) a fost o compozitoare sovietică și rusă de muzică spirituală modernă. A creat numeroase lucrări de cameră, orchestrale și corale. Opera sa muzicală a explorat tensiunile dintre muzică occidentală și orientală, fiind caracterizată de „folosirea inovatoare a microtonalității și cromatismului, a ritmului mai presus de formă și a tonalităților contrastante”.
Compozițiile sale au fost apreciate pentru intensitatea emoțională pe care o transmit. Alături de Alfred Schnittke, Arvo Pärt și Edison Denisov, Gubaidulina a fost considerată unul dintre cei mai importanți compozitori din fosta Uniune Sovietică, fost persecutați de autorități, inclusiv de KGB, dar a cărui operă a fost frecvent comandată și interpretată de marile orchestre internaționale, primul ei succes major fiind Concertul pentru vioară din 1980 Offertorium.

## Educație
Gubaidulina s-a născut în 24 octombrie 1931, la Cistopol, Republica Autonomă Sovietică Socialistă Tătară (devenită Republica Tatarstan), RSFS Rusă, dintr-un tată tătar din Volga și o mamă rusă de origine evreiască poloneză. Tatăl ei, Asgat Masgudovici Gubaidulin, a fost geodez și inginer, iar mama ei, Fedosiya Fyodorovna (născută Yelkhova), a fost profesoară.
După ce a descoperit muzica la vârsta de 5 ani, Gubaidulina a învățat să cânte la un mic pian cu coadă și a încercat primele idei de compoziție. În timp ce studia la Școala de Muzică pentru Copii cu Ruvim Poliakov, Gubaidulina a descoperit idei spirituale în lucrările unor compozitori precum Bach, Mozart și Beethoven. Contextul social creat de URSS nu era favorabil religiei, de aceea tânăra compozitoare a ascuns latura spirituală a lucărilor sale chiar și față de familie, iar cariera ei ulterioară a reflectat dorința de a compune și explora concepte bazate pe spiritualitate.
Gubaidulina a studiat compoziția și pianul la Conservatorul din Kazan, de unde a absolvit în 1954. La începutul carierei sale, muzica clasică contemporană era interzisă aproape în întregime în programul de învățământ, o excepție fiind compozitorul maghiar Béla Bartók. În camerele din căminele studențești se efectuau raiduri periodice pentru a confisca operele interzise, în special pe cele semnate de compozitorul de muzică cultă Igor Stravinsky. Cu toate acestea, studenții reușeau să studieze pe furiș partituri moderne occidentale, precum cele ale lui John Cage.

## Carieră
Gubaidulina și-a continuat pregătirea muzicală la Conservatorul din Moscova cu Nikolai Peiko până în 1959, apoi cu Vissarion Shebalin până în 1963 și a primit o bursă Stalin. În 1961, a devenit membră în Uniunea Compozitorilor Sovietici. Deși muzica ei a fost considerată „iresponsabilă” în timpul studiilor în Rusia sovietică, datorită explorării acordurilor alternative, Gubaidulina a fost susținută de Dmitri Șostakovici, care, în evaluarea unuia dintre examenele ei, a încurajat-o să-și continue drumul, în ciuda părerilor contrarii. I s-a permis să-și exprime modernismul în diferite partituri pe care le-a compus pentru filme documentare, inclusiv pentru un documentar despre submarine din 1963, o producție de 70 mm filmat în formatul unic Kinopanorama cu ecran lat. În 1967 a compus partitura pentru filmul de animație sovietic Aventurile lui Mowgli, o adaptare după Cartea junglei a lui Rudyard Kipling.
La mijlocul anilor 1970, Gubaidulina a fondat Astreja, un grup de improvizație cu instrumente populare, împreună cu compozitorii ruși Viktor Suslin și Vyacheslav Artyomov. În 1979, a fost inclusă pe lista neagră drept una dintre „ Cei șapte ai lui Hrennikov” la cel de-al șaselea Congres al Uniunii Compozitorilor Sovietici, acuzată că ar fi creat doar „zgomot”, fără nicio legătură cu viața reală și inovația muzicală autentică.
Gubaidulina a devenit cunoscută la nivel internațional la începutul anilor 1980, în parte prin promovarea de către violonistul leton Gidon Kremer a concertului ei pentru vioară Offertorium. În 2003, Jonathan Walker, în Oxford Companion to Music, a remarcat că Gubaidulina „a cunoscut faima internațională la sfârșitul anilor 1980”. Mai târziu, ea a compus un omagiu adus scriitorului T. S. Eliot, folosind textul din cele Patru cvartete (1945) ale poetului. În 2000, Gubaidulina, alături de compozitorii Tan Dun, Osvaldo Golijov și Wolfgang Rihm, a fost contactată de Internationale Bachakademie Stuttgart pentru a compune o piesă pentru proiectul Passion 2000 în memoria lui Johann Sebastian Bach. Piesa cu care a contribuit s-a numit Johannes-Passion (Patimile după Ioan). În 2002, a revenit cu o continuare, Johannes-Ostern (Paștele după Ioan), comandat de canalul de radio și televiziune Norddeutscher Rundfunk. Cele două lucrări formează împreună un diptic despre moartea și învierea lui Hristos, cea mai mare compoziție a ei. A fost interpretată la Royal Albert Hall în cadrul BBC Proms din 2002.
În 2003, la invitația antreprenorului german Walter Fink, Guibadulina a fost al 13-lea compozitor prezentat în programul anual Komponistenporträt al Festivalului de Muzică Rheingau, prima femeie compozitoare a seriei. Lucrarea ei Lumina de la sfârșit a precedat Simfonia nr. 9 a lui Beethoven la balurile de absolvire din 2005. În 2007, al doilea ei concert pentru vioară In Tempus Praesens a fost interpretat la Festivalul de la Lucerna de Anne-Sophie Mutter. Creația sa a fost documentată în filmul lui Jan Schmidt-Garre Sophia – Biografia unui concert pentru vioară. În 2023, Sonata ei pentru vioară și violoncel a fost interpretată la Centrul de Muzică Contemporană Sofia Gubaidulina de violonista nominalizată la Premiile Grammy Anastasia Vedyakova și de Andrey Kaminsky, profesor asociat la Conservatorul din Kazan. A fost compozitoare rezidentă la Orchestra Gewandhaus din Leipzig în 2019, membră a academiilor muzicale din Frankfurt, Hamburg și membră a Academiei Regale de Muzică Suedeze.

## Viața personală
Gubaidulina a fost o membră devotată a Bisericii Ortodoxe Ruse. În 1973, a fost atacată și sugrumată în liftul blocului ei din Moscova, dar a supraviețuit. Prietenii ei au teoretizat ulterior că atacatorul ar fi fost un agent KGB. După destrămarea URSS, în 1992 Gubaidulina s-a mutat în Appen, Germania. Pianul marca Steinway & Sons din casa ei a fost un cadou de la dirijorul rus Mstislav Rostropovich. S-a căsătorit de trei ori, al doilea soț fiind scriitorul și disidentul Nikolai Bokov. Gubaidulina a încetat să compună în 2012, după moartea celui de-al treilea soț al ei, Pyotr Meshchaninov, a fiicei sale și a prietenului și colegul ei compozitor Viktor Suslin.
A decedat de cancer la domiciliul ei din Appen, pe 13 martie 2025, la vârsta de 93 de ani.

## Recunoaștere
Gubaidulina a obținut peste 40 de premii și distincții, pe lângă alte recunoașteri. Pe 4 octombrie 2013, în cadrul Bienalei de la Veneția, a devenit laureată a Leului de Aur pentru întreaga activitate la secțiunea Muzică. În 2016 i-a fost acordat Premiul Fundației BBVA (Premios Fundación BBVA Fronteras del Conocimiento) la categoria muzică contemporană, pentru „calitățile muzicale și personale remarcabile” și „calitatea spirituală” a operei sale.
În octombrie 2021, Orchestra Gewandhaus din Leipzig a lansat trei dintre piesele compozitoarei, ca omagiu la aniversarea acesteia de 90 de ani. A fost sărbătorită, de asemenea, printr-o săptămână de muzică de cameră și orchestrală.

### Premii
- Premiul Concursului Internațional de Compozitori de la Roma (1974)[18]
- Prix de Monaco (1987)[41]
- Premio Franco Abbiati (1991)[42]
- Heidelberger Künstlerinnenpreis (1991)[43]
- Ludwig-Spohr-Preis der Stadt Braunschweig (1995)[44]
- Kulturpreis des Kreises Pinneberg (1997)[45]
- Praemium Imperiale în Japonia (1998)[46]
- Léonie Sonning Music Prize în Danemarca (1999)[47]
- Preis der Stiftung Bibel und Kultur (1999)[48]
- Goethe-Medaille der Stadt Weimar (2001)[49]
- Polar Music Prize în Suedia (2002)[50]
- Bach-Preis der Freien und Hansestadt Hamburg (2007)[51]
- Crucea de Cavaler Comandant al Ordinului de Merit al Republicii Federale Germania (2009)[51]

### Funcții onorifice
În 2001, Gubaidulina a fost numită profesoară de onoare a Conservatorului de Stat N.G. Zhiganov din Kazan. În 2005 a fost aleasă membră străină de onoare a Academiei Americane de Arte și Litere. În 2009 Universitatea Yale i-a acordat titlul de doctor honoris causa. În 2011 a primit titlul de doctor în litere de la Universitatea din Chicago. Pe 27 februarie 2017, i-a fost acordat titlul onorific de doctor în muzică de către New England Conservatory of Music din Boston.